# Ross Stores
Ross Stores est une entreprise américaine de grands magasins hard-discount qui fait partie de l'indice NASDAQ-100.
En novembre 2014, la société exploite 1214 sites de vente dans 33 États américains, Washington, DC et Guam, mais n'est pas présente en Nouvelle-Angleterre, New York, au Nord du New Jersey, Alaska et dans le Midwest américain.